# Colm Wilkinson
Colm Wilkinson (Dublin, 5 juni 1944) is een Ierse musicalacteur en zanger

## Bekendheid
Wilkinson is bekend geworden door zijn rol van Jean Valjean in Les Misérables. Hij hoort bij het groepje van musicalacteurs dat het meest aantal keren Valjean heeft gespeeld op West End en op Broadway. Mede door zijn reputatie vertolkte hij deze rol op het 10th Anniversary Concert, een concert ter ere van het tienjarig bestaan van de musical. Ook vertolkte Wilkinson de rol op verschillende cd-opnamen die gemaakt zijn van de musical. In de film Les Miserables (2012) speelt Wilkinson de bisschop van Digne.

## Theatercarrière
De professionele carrière van Wilkinson begon in 1972. Hij speelde toen Judas in Jesus Christ Superstar van Andrew Lloyd Webber. Hij speelde zijn rol op West End en deed tevens mee aan de Britse nationale tournee. In 1976 zong Wilkinson het deel van Ché voor het castalbum van Evita (het castalbum werd gemaakt voor de productie op de planken kwam). Nadat hij auditie deed voor de rol van Ché, begon Wilkinson een solocarrière als zanger en songwriter. In Ierland werd hij bekend als C.T. Wilkinson. In 1985 werkte Wilkinson nog een keer samen met Andrew Lloyd Webber. Hij speelde toen het spook in Het spook van de opera. In oktober 1985 werd Wilkinson geselecteerd om te spelen in de Londense productie van Les Misérables. In maart 1987 kwam er een Broadway-productie van Les Misérables bij, waardoor hij ging werken in New York. In eerste instantie werkte de Amerikaanse Actors' Equity Association niet mee aan zijn tewerkstelling; men prefereerde een Amerikaanse vertolker. Toen de productieleider Cameron Mackintosh dreigde de productie af te blazen zolang Wilkinson niet mee mocht doen, zwichtte de Association. Wilkinson won voor zijn vertolkingen in New York verscheidene prijzen. Hij kreeg de Helen Hayes Award, de Outer Critics Circle Award en de Theatre World Award uitgereikt en werd genomineerd voor een Tony Award en Drama Desk Award voor Beste Acteur in een musical. In 1989 verhuisde de familie van Wilkinson naar Toronto in Canada. Hij kreeg daar nog een keer de rol van het spook aangeboden in Het spook van de opera, dit keer in Toronto in het Pantages Theatre (tegenwoordig Canon Theatre). Sinds die tijd woont hij in Toronto.

## Carrière als (solo)zanger
Zijn meest recente werk als solo-artiest stamt uit 2002 en betreft het album Some of My Best Friends Are Songs. In de jaren 60 en 70 speelde hij ook in een Ierse band genaamd The Action. Ook deed hij in 1978 namens Ierland mee aan het Eurovisiesongfestival in Parijs met het liedje Born to sing, hij werd vijfde. Verder heeft Wilkinson in november 2007 een tournee door Canada afgesloten, Broadway and Beyond, samen met Susan Gilmore en Gretha Boston.

## Personalia
Wilkinson is de vader van de zanger en songwriter Aaron Wilkinson en heeft verder nog een zoon en twee dochters.
1965: Butch Moore · 
1966: Dickie Rock · 
1967: Sean Dunphy · 
1968: Pat McGeegan · 
1969: Muriel Day · 
1970: Dana · 
1971: Angela Farrell · 
1972: Sandie Jones · 
1973: Maxi · 
1974: Tina Reynolds · 
1975: The Swarbriggs · 
1976: Red Hurley · 
1977: The Swarbriggs Plus Two · 
1978: Colm Wilkinson · 
1979: Cathal Dunne · 
1980: Johnny Logan · 
1981: Sheeba · 
1982: The Duskeys · 
1984: Linda Martin · 
1985: Maria Christian · 
1986: Luv Bug · 
1987: Johnny Logan · 
1988: Jump the Gun · 
1989: Kiev Connolly & The Missing Passengers · 
1990: Liam Reilly · 
1991: Kim Jackson · 
1992: Linda Martin · 
1993: Niamh Kavanagh · 
1994: Paul Harrington & Charlie McGettigan · 
1995: Eddie Friel · 
1996: Eimear Quinn · 
1997: Marc Roberts · 
1998: Dawn Martin · 
1999: The Mullans · 
2000: Eamonn Toal · 
2001: Gary O'Shaughnessy · 
2003: Mickey Harte · 
2004: Chris Doran · 
2005: Donna & Joe · 
2006: Brian Kennedy · 
2007: Dervish · 
2008: Dustin the Turkey · 
2009: Sinéad Mulvey & Black Daisy · 
2010: Niamh Kavanagh · 
2011: Jedward · 
2012: Jedward · 
2013: Ryan Dolan · 
2014: Can-linn feat. Kasey Smith · 
2015: Molly Sterling · 
2016: Nicky Byrne · 
2017: Brendan Murray · 
2018: Ryan O'Shaughnessy · 
2019: Sarah McTernan · 
2021: Lesley Roy · 
2022: Brooke · 
2023: Wild Youth · 
2024: Bambie Thug · 
2025: Emmy
- Bibsys: 2040550
- Gemeinsame Normdatei: 134957202
- International Standard Name Identifier: 0000 0000 7264 1537
- Library of Congress Control Number: no98031097
- MusicBrainz: 994ece75-737c-4ff6-bfd8-cfc1f721683b
- Nationale Bibliotheek van Israël: 987007315241105171
- Nederlandse Thesaurus van Auteursnamen: 074294512
- Virtual International Authority File: 79878391
- WorldCat: E39PBJxMhxR4tx8VcgVB4WpgKd